# Lachnoanaerobaculum saburreum
Lachnoanaerobaculum saburreum es una especie de bacteria grampositiva del género Lachnoanaerobaculum. Fue descrita en el año 2012. Anteriormente conocida como Eubacterium saburreum y Catenabacterium saburreum. Su etimología hace referencia a arenoso. Es anaerobia estricta y formadora de esporas. Las colonias son circulares, con márgenes irregulares y no hemolíticas en agar sangre. Temperatura óptima de crecimiento de 37 °C. Se ha aislado de la placa dental. 